# 410
| 410                |
| ------------------ |
| Dødsfald - Fødsler |
|                    |

| Gregoriansk kalender | 410 CDX                 |
| Ab urbe condita      | 1163                    |
| Armensk kalender     | I/T                     |
| Kinesiske kalender   | 3106 – 3107 己酉 – 庚戌 |
| Etiopisk kalender    | 402 – 403               |
| Jødisk kalender      | 4170 – 4171             |
| Hindukalendere       |                         |
| - Vikram Samvat      | 465 – 466               |
| - Shaka Samvat       | 332 – 333               |
| - Kali Yuga          | 3511 – 3512             |
| Iransk kalender      | 212 BP – 211 BP         |
| Islamisk kalender    | 219 BH – 218 BH         |

|  | For flytypen 410, se Messerschmitt Me 410. |

## Begivenheder
- Fire forskellige kejsere gør krav på den vestromerske trone. Foruden den officielle kejser Honorius er det Konstantin, Maximus og Priscus Attalus.
- I dette urolige år udpeger det romerske senat Tertullus som consul i vest, men hverken kejser Honorius eller kejser Theodosius i østriget anerkender valget. I øst udpeges generalen Varanes til consul.
- Det vestromerske rige har i praksis opgivet at beskytte provinsen Britannien (England). I de følgende år plyndres kysterne af irere, angler, jyder og saksere.
- Gallien (Frankrig) styres af Konstantin 3., der fra sin base i Arles forsøger at udbygge sin magtstilling.
- Det nordlige Hispania (Spanien) regeres af oprørskejseren Maximus, som dog er helt i lommen på generalen Gerontius.
- Resten af Hispania er i færd med at blive udplyndret af alaner, sveber og vandaler.
- Det visigotiske folk, ledet af kong Alarik, er i Mellemitalien. Alariks kandidat til kejsertronen er Priscus Attalus, men da denne bliver for selvrådig, erklærer Alarik ham afsat.
- Da Alariks krav om land til bosættelse - og om anerkendelse som general - igen bliver afvist, indleder han sin tredje belejring af Rom. Byen bliver indtaget 24. august, men visigoterne ødelægger kun det romerske senat, og selv om de tager mange rigdomme med sig, bliver kirkernes inventar og kirkesølv skånet. Kejser Honorius' halvsøster, Galla Placida, bliver taget med som gidsel.
- I slutningen af året dør Alarik i Syditalien og bliver afløst af sin svoger Ataulf. Den nye konge fører visigoterne tilbage mod nord.
- Ligeledes i slutningen af året bliver officeren Constantius udnævnt til øverste general for den vestromerske hær. Han bliver rigets nye stærke mand.

### Religion
- I Persien afholdes et kirkemøde (synode) opkaldt efter de to nabobyer Seleukeia og Ktesifon. I 409 havde kong Yazdegerd 1. tilladt de kristne at praktisere deres religion i riget, og på mødet blev de to byers biskop Isak anerkendt som leder af den kristne kirke i Persien.

## Dødsfald
- Alarik, visigotisk konge.
- Maron. Munk og eneboer, død i det nuværende Syrien (dengang en del af det Østromerske rige). Han kom til at lægge navn til en særlig gren af kristendommen (maronitterne), der stadig er udbredt i Libanon.
- Murong Chao. Den sidste kejser (405-410) af det Sydlige Yan (et af "de 16 kongeriger") i Kina.
- Yujiulü Shelun. Regerede over det mongolske Ruran khanat 402-410 under navnet Qiudoufa Khan.